# Cricket Ireland
Cricket Ireland (CI), seltener auch Irish Cricket Union (ICU) ist der nationale Dachverband für Cricket in der Republik Irland und Nordirlands. Der im Jahr 1923 gegründete Verband hat seine Sitze in Clontarf und Malahide in Dublin. Seit 2017 vertritt er Irland beim Weltverband International Cricket Council (ICC) als Vollmitglied und beim Kontinentalverband European Cricket Council (ECC).

## Geschichte
1890 wurde eine Vorgängerorganisation von Cricket Ireland gegründet und deren einzige Aufgabe war es, die irische Mannschaft für internationale Touren zusammenzustellen. 1923 gründeten die fünf Provinzverbände Leinster Cricket Union, Munster Cricket Union, Northern Cricket Union, Connacht Cricket Union und North West Cricket Union den gesamtirischen Verband Irish Cricket Union (überwiegend Cricket Ireland genannt). Bis in die frühen 1990er Jahre wurde Irland (wie Schottland) von England vertreten, wodurch diese Mannschaft faktisch das gesamte Vereinigte Königreich und die Republik Irland vertrat. Irland wurde 1993 assoziiertes Mitglied des International Cricket Council (ICC), ein Jahr früher als Schottland.
Im Januar 2012 äußerte der Vorsitzende von Cricket Ireland, Warren Deutrom, den Wunsch, ab etwa 2020 Test Cricket spielen zu können. Das Vorhaben lag vor allem darin begründet, dass gute irische Spieler nach England gingen, um für die dortige Nationalmannschaft Test Cricket spielen zu können. Deutrom verdeutlichte das Vorhaben bei der Bekanntgabe des strategischen Plans für das irische Cricket bis 2015. Der Plan bestand aus mehreren Zwischenzielen, einschließlich der Erhöhung teilnehmender Spieler auf 50.000, das Erreichen des achten Platzes in der Weltrangliste, die Errichtung einer eigenen heimischen First-Class-Struktur und die Etablierung von Cricket als fünftbeliebteste Mannschaftssportart in Irland.
Deutrom schrieb bereits 2009 einen Brief an das ICC, in dem er das Vorhaben seines Verbandes, sich um eine volle Mitgliedschaft zu bewerben, verdeutlichte – ein möglicher Weg zum Test Cricket – und um Klarheit über den Prozess zu bekommen. Allerdings gab es dafür keine festen Kriterien, so dass schwer absehbar war, wann Irland diesen Schritt gehen wird. Der ehemalige australische Batsman Jason Gillespie meinte, wenn Irland Teststatus erhalten sollte, „wäre dies eine große Neuigkeit im Weltkricket, und es wäre eine massive positive Geschichte für das weltweite Spiel“. Nach dem Sieg Irlands gegen die West Indies beim Cricket World Cup 2015 plädierte der ehemalige westindische fast bowler Michael Holding dafür, dass das ICC unverzüglich Teststatus an Irland vergeben müsse: „Sie müssen jetzt anerkannt werden“. Das ICC bestätigte 2015, dass Irland 2019 Teststatus bekommen werde, wenn es den ICC Intercontinental Cup 2015–2017 gewinne und die zehntplatzierte Testnation 2018 bei einer Testserie von vier Spielen besiege. Am 22. Juni 2017, nach mehr als zehn Jahren internationalem Cricket auf hohem Niveau, wurde während der Londoner Jahresversammlung des ICC Irland (zusammen mit Afghanistan) Teststatus zuerkannt, womit es die elfte Testnation wurde.

## Aufgabe
Cricket Ireland stellt die Irland vertretenen Cricket-Nationalmannschaften, einschließlich der für die Männer, Frauen und Jugend, zusammen. Der Verband ist außerdem verantwortlich für die Durchführung von Test-, ODI- und T20I-Serien gegen andere Nationalmannschaften sowie die Organisation von Heimspielen und -turnieren. Neben der Aufstellung des Teams ist er verantwortlich für den Kartenverkauf, der Gewinnung von Sponsoren und der Vermarktung der Medienrechte.
Daneben organisiert der Verband das Kinder- und Jugend-Cricket in Irland. Wie andere Cricketnationen verfügt Irland über U-19-Nationalmannschaften für Jungen und Mädchen, die an den entsprechenden Weltmeisterschaften (Jungen und Mädchen) teilnehmen. Die zweite Nationalmannschaft Irlands bildet Ireland Wolves, deren Spiele über First-Class- bzw. List-A-Status verfügen.
Der Verband organisiert auch den nationalen Spielbetrieb. Dies betrifft vor allem die Inter-Provincial Championship, den Inter-Provincial Cup und die Inter-Provincial Trophy. 2019 kündigte Cricket Ireland zusammen mit dem Koninklijke Nederlandse Cricket Bond und Cricket Scotland die Euro T20 Slam an. An diesem neuen Turnier sollen jeweils zwei Mannschaften aus Irland, den Niederlanden und Schottland teilnehmen.
Cricket Ireland richtet auch regelmäßig internationale Turniere aus. So war es bereits Gastgeber des Cricket World Cup 1999 (zusammen mit England, den Niederlanden und Schottland). Es ist geplant, dass Irland zusammen mit England und Schottland den T20 World Cup 2030 austragen wird.

## Symbole

Flagge von Cricket Ireland

Cricket Irelands Logo enthält ein Shamrock (dreiblättriges Kleeblatt) auf einem Cricketball. Bei Länderspielen wird nur die Verbandsflagge gehisst, die das typisch irische Shamrock-Symbol in grün auf einem dunkelblauen Hintergrund zeigt.
Die irische Cricket-Nationalmannschaft ist eine der wenigen nationalen Mannschaften auf der Insel, die sowohl bei irischen Nationalisten als auch bei den Anhängern einer Union mit dem Vereinigten Königreich Unterstützung genießt. Da die Mannschaft sich aus Spielern aus zwei voneinander unabhängigen Ländern zusammensetzt, gab es in der Vergangenheit mehrmals Kontroversen über die zu verwendenden Flaggen und Hymnen. Als Kompromiss wird seit den 1990er Jahren bei Länderspielen Ireland’s Call gespielt, eine von Phil Coulter ursprünglich für die Rugby-Union-Nationalmannschaft der Insel komponierte Hymne, die das Zusammengehörigkeitsgefühl der vier historischen Provinzen Irlands betont und keinen Hinweis auf die politische Teilung enthält.